# Strong (álbum)
Strong é o segundo álbum solo da cantora sueca Anette Olzon, lançado em 10 de setembro de 2021 pela Frontiers.
De acordo com Anette, o álbum tem uma abordagem mais pesada do que sua estreia de 2014Shine, sendo inspirado por bandas como Dimmu Borgir e In Flames. Além disso, encorajada por seu marido Johan Husgafvel (que toca baixo e canta guturais no álbum), ela escreveu letras expressando suas opiniões sobre questões como líderes perversos e chefes abusivos, que diferiam do mais introspectivo Shine.
O primeiro single do álbum, "Parasite", foi lançado em 21 de junho de 2021, juntamente com o anúncio do álbum. O segundo single, "Sick of You", foi lançado em 19 de julho. A faixa-título foi transmitida no dia do lançamento do álbum.
Nenhuma turnê está planejada para o álbum devido às restrições do COVID-19 e conflitos de agenda com os músicos envolvidos, mas Anette diz que gostaria de começar a criar seu próximo álbum o mais rápido possível.

## Contexto, composição, conceito e músicas
O álbum foi sugerido pelo selo de Anette Frontiers Music, na mesma época em que ela própria estava considerando um segundo álbum solo.
O álbum foi escrito por Anette e Magnus Karlsson. A princípio, a Frontiers selecionou outro músico para escrever o álbum, mas Anette não se adaptou ao material, então ela exigiu que a gravadora indicasse seu conterrâneo Karlsson para o papel. Ambos haviam trabalhado juntos antes em Worlds Apart, um álbum de duetos que ela lançou com Russell Allen em 2020.
"Bye Bye Bye" foi escrita como uma despedida final para sua ex-banda Nightwish, que ela liderou de 2007 a 2012. "Sick of You" é sobre relacionamentos abusivos e "I Need to Say" é sobre pais que tiveram relacionamentos problemáticos com seus filhos e que desejam poder se reconciliar com os mesmo conforme se deparam com a morte iminente. "Sad Lullaby" foi escrita como uma homenagem a seu pai, que morreu de complicações do COVID-19 em abril de 2020. "Fantastic Fanatic" critica influenciadores digitais que defendem iniciativas sustentáveis enquanto fazem uso de serviços poluentes, como viagens de avião. "Catcher of My Dreams" discute as experiências de Olzon com terrores noturnos.

### Título
"Strong" foi inspirada pela pandemia de COVID-19 e seus efeitos; embora Anette não tenha conseguido convencer a gravadora a lançá-la como single, ela conseguiu que ela desse nome ao disco. A canção "é uma história sobre ser forte, que nós devemos lugar, e nós todos tempos que ficar fortes nessa pandemia. [...] Eu também pensei que completo 50 anos de idade neste ano em que o disco está saindo, e nós ficamos mais fortes com a idade, e muitas coisas aconteceram na minha vida. Então eu na verdade me sinto muito forte, então eu pensei que era bem adequado."

## Lista de músicas
| N.º            | Título                                             | Duração |  |
| 1.             | "Bye Bye Bye" (Tchau Tchau Tchau)                  | 4:32    |  |
| 2.             | "Sick of You" (Cansada de Você)                    | 5:04    |  |
| 3.             | "I Need to Say" (Eu Preciso Dizer)                 | 4:47    |  |
| 4.             | "Strong" (Forte)                                   | 4:27    |  |
| 5.             | "Parasite" (Parasita)                              | 3:58    |  |
| 6.             | "Sad Lullaby" (Canção de Ninar Triste)             | 5:20    |  |
| 7.             | "Fantastic Fanatic" (Fanático Fantástico)          | 5:06    |  |
| 8.             | "Who Can Save Them" (Quem Pode Salvá-los)          | 4:35    |  |
| 9.             | "Catcher of My Dreams" (Apanhador dos Meus Sonhos) | 5:04    |  |
| 10.            | "Hear Them Roar" (Ouvi-los Rugir)                  | 4:38    |  |
| 11.            | "Roll the Dice" (Rolar o Dado)                     | 4:48    |  |
| Duração total: | Duração total:                                     | 47:31   |  |

## Recepção critica
| Críticas profissionais | Críticas profissionais |
| Avaliações da crítica  | Avaliações da crítica  |
| Fonte                  | Avaliação              |
| ---------------------- | ---------------------- |
| Metal Hammer           | [ 8 ]                  |
| Tuonela Magazine       | favorável              |

Dannii Leivers, da Metal Hammer apontou o quão pesado Strong é comparado ao seu antecessor, chamando-o de "uma encarnação do metal do ABBA, com melodias inescapáveis justapostas contra guitarras e sintetizadores galopantes". Ele o comparou favoravelmente com o trabalho dela com The Dark Element e, finalmente, chamou-o de "seu melhor trabalho desde Imaginaerum, do Nightwish."
Bear W. da Tuonela Magazine notou a abordagem mais pesada do álbum, mas criticou a repetitividade de alguns refrães e as melodias simples de alguns versos, sugerindo que o álbum foi escrito dentro de uma zona de conforto. Ele concluiu que no álbum "há muito o que curtir, mas depende um pouco demais de panos de fundo para a dinâmica e não mostra o suficiente dos próprios músicos".

## Créditos
Conforme fonte:
- Anette Olzon - vocal
- Magnus Karlsson - guitarras
- Johan Husgafvel - baixo, vocal gutural
- Anders Köllerfors - bateria
- Jacob Hansen - mixagem